# 하다카마쓰리

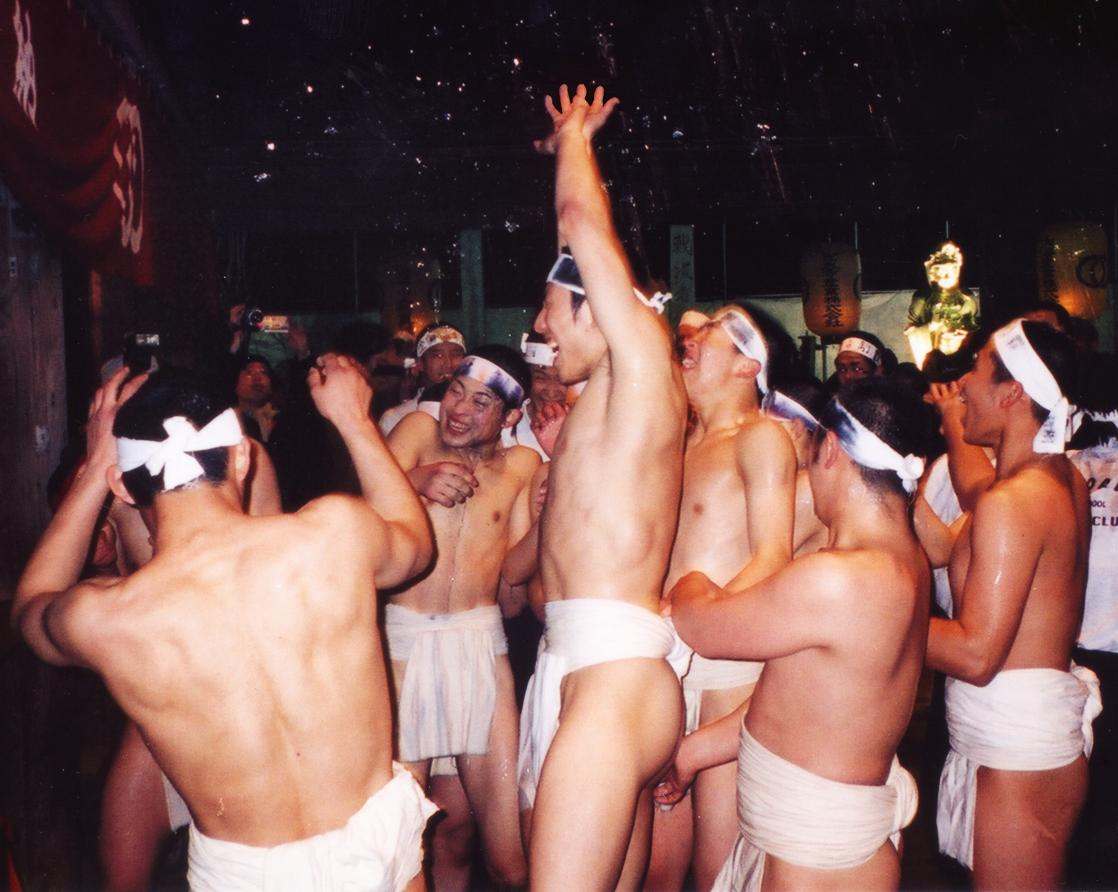
하다카마쓰리의 모습

하다카마쓰리(일본어: 裸祭り)는 일본의 축제 중 하나이다. 축제에 참가하는 남자들은 훈도시 등을 착용하여 나체에 가까운 모습으로 참여한다.
하다카마쓰리는 일본에서 전국적으로 진행되고 있으며, 쇼가쓰에 행해지는 하다카마쓰리 중에서는 이와테현 오슈시의 소민사이, 아이치현 이나자와시의 오와리 대국 영신사의 고노미야하다카마쓰리 등이 있으며, 여름에 행해지는 하다카마쓰리는 도쿄도 시나가와구 에바라 신사의 덴노사이, 교토시 가모 신사의 나고시마쓰리 등이 유명하다.

## 같이 보기
- 야토 타모츠